# 花落花開 (台視)
《花落花開》是臺灣作家華嚴的長篇小說作品，1984年由皇冠出版社首次出版。1996年改編為同名連續劇，於10月9日至11月20日每週一至週五晚間八點在台視頻道播出，導演沈怡。

## 演員表
| 演員                     | 角色         |
| 岳翎                     | 史蘭祥       |
| 焦恩俊                   | 柯爾心       |
| 秦漢                     | 夏海默       |
| 李容身                   | 柯父         |
| 李麗鳳                   | 柯母         |
| 管謹宗                   | 柯爾仁       |
| 王羽霓                   | 柯爾芳       |
| 葛蕾                     | 史梅祥       |
| 金士傑                   | 崔仁         |
| 沈孟生                   | 費若凡       |
| 倪淑君                   | 伍必芳       |
| 許淑蘋                   | 梅玲         |
| 廖瑋玟/ 楊小黎（三年後） | 小蘭         |
| 廖峻偉/ 廖威凱（三年後） | 夏星         |
| 周紹棟                   | 任以安       |
| 楊寶瑋                   | 凌仙         |
| 楊端孫                   | 凌父         |
| 丁也恬                   | 凌母         |
| 胡惠玲                   | 許綠如       |
| 陳仙梅                   | 洪寶兒       |
| 張宇豪/ 蔡明晃三年後）   | 小凡         |
| 邱郁涵                   | 文文         |
| 盧俊豪                   | 圖圖         |
| 謝君良                   | 王達同       |
| 章永華                   | 洪寶兒的父親 |
| 蔣慧蘭                   | 邱律師       |

## 工作人員表
- 監製：顧安生
- 製作人：龐宜安
- 原著：華嚴
- 編劇：華嚴、汪碧君
- 片頭題字：江兆申
- 企劃：賈玉華
- 執行製作：應志偉、許栽遠、荊怡華
- 副導演：劉慧娟
- 導演：沈怡
- 製作助理：蔡科昇
- 劇務：蘇育慶、彭文田、林宏榮
- 陳設道具：黃銘樋、卓群超、宋隆水
- 化妝：王儷惠
- 梳妝：查髮雕、伍秀蘭
- 服裝：呂小紅、閻珮文
- 髮型設計：黃薇工作室
- 攝影：李寶能、李心正
- 燈光：陳澤麟、左家文
- 剪輯：姚蕙、陳林訓
- 音效：席裕龍、黃高平
- 錄音：富國錄音、薛光宇、胡戀中
- 對白領班：陳淑珠
- 後製作剪輯：何芳城、傅政儀、王金富、吉人、張翔、高瑞松
- 電腦美術：許琦鷺、王盛泰
- 美術指導：曾蘇銘
- 助理導播：關曉英、宋文娟
- 製作：臺灣電視公司

## 歌曲
主題曲：〈陪你狂亂〉
作詞：厲曼婷；作曲：陳柏全；主唱：陳柏全
片尾曲：〈風的淚〉
作詞：許常德；作曲：王學真；主唱：張克帆

## 外部連結
- 台灣現當代作家研究資料庫 - 花落花開 （页面存档备份，存于）
- 台灣文學網 - 花落花開 （页面存档备份，存于）
- YouTube上的花落花開 Flowers Blossom and Fade播放列表—TTV 台視官方頻道 TTV Official Channel

## 作品的變遷
| 台視 週一至週五 20:00～21:00         | 台視 週一至週五 20:00～21:00        | 台視 週一至週五 20:00～21:00 |
| ------------------------------------ | ----------------------------------- | ---------------------------- |
|                                      | 花落花開 （1996.10.9 - 1996.11.20） |                              |
| 新龍門客棧 （1996.7.31 - 1996.10.8） | 大家有緣 （1996.11.21 - 1997.1.15） |                              |